# Preis für Stadtbildpflege der Stadt München 2002
Zu dem Wettbewerb Denkmalschutz und Neues Bauen 2002 waren 36 Bewerbungen eingegangen. Eine Beschlussvorlage für die Sitzung des Ausschusses für Stadtplanung und Bauordnung des Münchner Stadtrats am 16. Oktober 2002 sah vor, drei Teilnehmern den Preis für Stadtbildpflege der Stadt München zuzuerkennen und vier weiteren Teilnehmern eine lobende Erwähnung auszusprechen. Diese Sitzung fiel jedoch aus. In der folgenden Sitzung vom 23. Oktober 2002 fasste der Ausschuss dann einen Beschluss, der dem Antrag der Vorlage folgte.

## Preisträger
| Bild | Adresse, Name            | Stadtteil   | Baumaßnahme                                     | Bauherr(en)                              | Architekt(en)                                      | Baudenkmal | Anmerkungen |
| ---- | ------------------------ | ----------- | ----------------------------------------------- | ---------------------------------------- | -------------------------------------------------- | ---------- | ----------- |
|      | Leopoldstraße 28         | Schwabing   | Neubau Bürogebäude / Sanierung Altbau           | Allianz AG                               | Architekturbüro von Seidlein                       | Bauwerk    |             |
|      | Oskar-von-Miller-Ring 18 | Maxvorstadt | Umbau Bürogebäude / Überglasung Innenhof        | Münchener Rückversicherungs-Gesellschaft | Denk, Mauder, Wisiol & Altenberend Architekten BDA | Bauwerk () |             |
|      | Wiener Platz 7           | Haidhausen  | Neubau Loftgebäude / Sanierung Werkstattgebäude | Georg und Xaver Engelhard                | Maier + Neuberger Architekten BDA                  | Bauwerk () |             |

## Lobende Erwähnungen
| Bild                                     | Adresse, Name                              | Stadtteil    | Baumaßnahme         | Bauherr(en)                                             | Architekt(en)                                                                 | Baudenkmal | Anmerkungen |
| ---------------------------------------- | ------------------------------------------ | ------------ | ------------------- | ------------------------------------------------------- | ----------------------------------------------------------------------------- | ---------- | ----------- |
|                                          | Fraunhoferstraße 16                        | Isarvorstadt | Dachgeschossausbau  | Erbengemeinschaft Hackl                                 | Thomas Unterlandstättner und Martin Schmöller Architekten                     | Bauwerk    |             |
|                                          | Löwengrube 1                               | Altstadt     | Neubau Bürogebäude  | Freistaat Bayern                                        | Freie Architekten BDA Eicher-Hitzig-Langer-Schindhelm                         | Bauwerk () |             |
| Maximiliansplatz 8 · Max-Joseph-Straße 2 | Maximiliansplatz 8 und Max-Joseph-Straße 2 | Maxvorstadt  | Umnutzung und Umbau | Industrie- und Handelskammer für München und Oberbayern | Architekten BDA Prof. Wilhelm Betsch – Dipl.-Ing. Jutta Betsch                | Bauwerk    |             |
| Possartstraße 13                         | Possartstraße 13                           | Bogenhausen  | Neubau Bürogebäude  | Stephan Buchner GmbH & Co. Objekt Bogenhausen KG        | Monika Leidig Architekturbüro und Saller + Schöffmann Architektengemeinschaft | Bauwerk    |             |